# Euscorpius balearicus
Espèce
Synonymes
- Euscorpius carpathicus balearicus Caporiacco, 1950

Répartition géographique
Euscorpius balearicus est une espèce de scorpions de la famille des Euscorpiidae.

## Distribution
Cette espèce est endémique des îles Baléares en Espagne. Elle se rencontre sur Majorque, Cabrera, Sa Dragonera et Minorque.

## Description

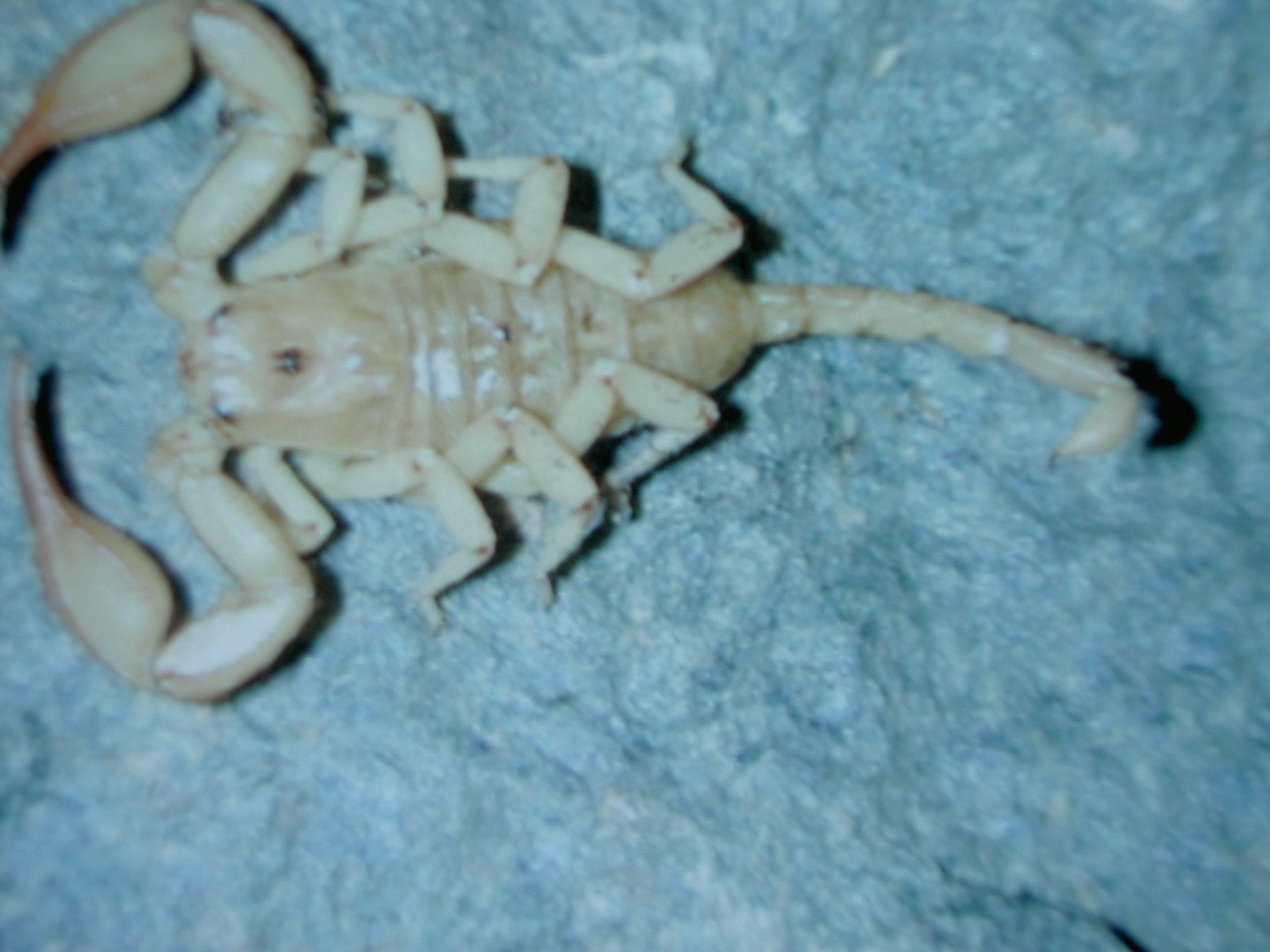
Euscorpius balearicus

Les mâles décrits  par Gantenbein, Soleglad et Fet en 2001 mesurent 28,45 mm et 33,50 mm et les femelles  27,05 mm et 36,80 mm.
Les mâles mesurent jusqu'à 34 mm et les femelles jusqu'à 37 mm.

## Systématique et taxinomie
Cette espèce a été décrite sous le protonyme Euscorpius carpathicus balearicus par Caporiacco en 1950. Elle est élevée au rang d'espèce par Gantenbein, Soleglad et Fet en 2001.

## Étymologie
Son nom d'espèce lui a été donné en référence au lieu de sa découverte, les îles Baléares.

## Publication originale
- Caporiacco, 1950 : Le specie e sottospecie del genere Euscorpius viventi in Italia ed in alcune zone confinanti. Atti della Accademia nazionale dei Lincei, Roma, sér. 8, vol. 2, no 4, p. 159-230.